# Baseball Team Ponte di Piave
Il Baseball Team Ponte di Piave è la squadra di baseball di Ponte di Piave (Treviso), militante nel massimo campionato italiano di baseball dilettantistico, la serie A federale.
Fondata nel 1969, la società, nella sua storia, vanta altre due partecipazioni in serie A2 (1984 e 2009).

## Cronistoria
Dal 1969, anno della sua fondazione, in due occasioni è riuscita ad ottenere la promozione in Serie A2, nel  1984 e, 25 anni dopo, nel 2009, in entrambi i casi alla guida della squadra vi era l'head coach Luciano Miani detto il giaguaro. Nel 2010 è stata ammessa dalla FIBS a disputare la neonata Serie A federale 2010.
- 1983: Serie B, promossa in serie A2
- 1984: Serie A2, retrocessa in serie B
- 2008; Serie B, promossa in serie A2
- 2009: Serie B, 1º posto nel girone A[2], ammessa alla Serie A federale
- 2010–2011: Serie A federale
- 2011–2012: Serie A federale